# Eugène Demarçay
Pour les articles homonymes, voir Demarçay.
Eugène Demarçay (Paris, 1er janvier 1852 - Paris, 5 mars 1903) est un chimiste français, découvreur de l'europium et collaborateur de Pierre et Marie Curie. Il est principalement connu pour ses travaux de spectroscopie.

## Biographie
Petit-fils du général-baron Marc Jean Demarçay, Eugène Demarçay étudie au lycée Condorcet. Il passe ensuite un an de liberté en Angleterre, d'où il revient mûri. « L'esprit droit, la franchise indépendante tempérée de bonne humeur et d'une parfaite éducation [attirent] bientôt l'amitié des maîtres de son temps [:] Cahours, Wurtz, Deville, Dumas, Friedel, Cornu, Schutzemberger, Lecoq de Boisbaudran. » Parmi les plus jeunes, il se lie avec « Moissan, Gautier, Becquerel, Leauté, Olivier, Curie ».
Promu à l'École polytechnique en 1870, il y devient préparateur puis répétiteur du cours d'Auguste Cahours, qu'il a lui-même suivi. « Après quelque temps », il démissionne pour se consacrer à la recherche ; mais, ouvert à toutes les sciences (en fait à tout le savoir : histoire naturelle, linguistique…), il voyage d'abord : Algérie, Égypte et Inde.
Il s'oriente d'abord vers la chimie organique. Peu après la publication de ses premiers travaux, il perd un œil dans l'explosion d'un appareil en fonte.
Demarçay devient ensuite « l'homme des terres rares et des spectres » et un expert reconnu de la cristallisation fractionnée. Il soupçonne en 1896 que des échantillons de l'élément récemment découvert, le samarium, contiennent des traces d'un élément inconnu ; il isolera l'europium en 1901 et proposera son nom.
En 1898, il apporte la confirmation de l'existence du radium.
Il fait l'analyse spectrophotométrique des terres rares.
En 1903 Demarçay est sur le point d'isoler l'erbium, mais il meurt, à 51 ans. Il « s'est lentement vu mourir, aimant la vie qui l'abandonnait » ; son exposition répétée au radium peut expliquer sa mort prématurée. Il lègue son spectrographe à Pierre Curie. Il était le petit-fils de Marc Jean Demarçay, baron d'Empire et député.

## Publications

### Ouvrages
- Sur les acides tétrique[7] et oxytétrique et leurs homologues, Paris, Gauthier-Villars, 1880[8],[9],[10] (OCLC 25644291)
- Notice sur les travaux scientifiques de M. Eugène Demarçay, Paris, Gauthier-Villars, 1883, 19 p.Liste chronologique des mémoires, reproduction de mémoires.
- Spectres électriques, Paris, Gauthier-Villars, 1895, 91 p.[11] (OCLC 54317437)

### Articles
Eugène Demarçay est un collaborateur du Dictionnaire de chimie pure et appliquée de Charles Adolphe Wurtz, en particulier pour ce qui a trait au cycle aromatique.
CRAS désigne les Comptes rendus hebdomadaires des séances de l'Académie des sciences
- (avec Auguste Cahours) « Sur les hydrocarbures qui prennent naissance dans la distillation des acides gras bruts en présence de la vapeur d'eau surchauffée », dans CRAS, 80:1568–1572, 1875.
- (avec Auguste Cahours) « Sur les stannpropyles et les isostannpropyles », dans CRAS, 88:1112–1117, 1879
- « Sur la production d'étincelles d'induction de températures élevées et son application à la spectroscopie », dans CRAS, 100:1293–1295, 1885.
- « Sur un nouvel élément contenu dans les terres rares voisines du samarium », dans CRAS, 122:728-730, 1896.
- « Sur le spectre d'une substance radio-active », dans CRAS, 127:1218, 1898.« La présence de la raie 3814,8[12] confirme l'existence, en petite quantité, d'un nouvel élément [le radium] dans le chlorure de baryum de M. et Mme Curie[13]. »
- « Sur le spectre du radium », dans CRAS, 129:716-717, 1899.
- « Sur la présence dans les végétaux du vanadium, du molybdène et du chrome », 130:91, 1900.
- « Sur un nouveau mode de fractionnement de quelques terres rares », dans CRAS, 130:1019-1022, 1900.
- « Sur le spectre du radium », dans CRAS, 131:258-259, 1900.
- « Sur les spectres du samarium et du gadolinium », 131:995, 1900.
- « Sur un nouvel élément, l'europium », dans CRAS, 132:1484-1486, 1901.